# Остиля
Остѝля (на италиански: Ostiglia, на местен диалект: Ustilia, Устилия) е градче и община в Северна Италия, провинция Мантуа, регион Ломбардия. Разположено е на 13 m надморска височина. Населението на общината е 6830 души (към 2015 г.).